# Amiota stylopyga
Amiota stylopyga är en tvåvingeart som beskrevs av Wakahama och Toyohi Okada 1958. Amiota stylopyga ingår i släktet Amiota och familjen daggflugor. Inga underarter finns listade i Catalogue of Life.